# 역사의 연구

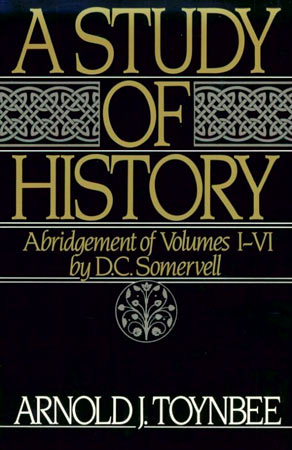

《역사의 연구(A Study of History)》는 영국의 역사학자 아널드 J. 토인비의 대표작으로 총 12권으로 이루어져 있다. 1934년에 집필을 시작해서 1961년까지 28년에 걸쳐 완성시켰다. 일반 독자에게는 너무 방대하기 때문에 미국인 D. C. 서머벨에 의해 제10권까지를 요약한 축쇄판이 두 권으로 나오기도 했다.
책의 내용을 보면, 역사 연구의 단위는 국가나 시대가 아니라 문명 사회여야 한다는 입장에서 세계사의 제 문명을 21개로 분류하고, 이 문명이 '발생→성장→쇠퇴→해체'의 과정에 공통된 역사법칙성을 구명하면서, 거시적이고 포괄적인 문명사관을 전개하고 있다. 토인비의 문제 의식은 오스발트 슈펭글러와 마찬가지로 서구 문명의 운명에 대한 회의적인 물음으로부터 출발하였다. 중간에 제2차 세계 대전을 겪으면서 기독교 본래의 정신으로 복귀하는데, 미래를 기대하고 있던 그의 종교적 비전이 제7권 이후부터는 한층 어두운 그림자에 덮이게 되었다는 것을 주목할 필요가 있다. 여러 문명의 흥망성쇄 원인을 설명하는 독자적인 이론으로서 '도전(挑戰)과 응전(應戰)', '창조적 소수자(創造的少數者)와 지배적 소수자(支配的少數者)', '내적(內的) 프롤레타리아트와 외적(外的) 프롤레타리아트' 등은 탁월한 것이며, 이것은 서구중심사관을 탈피한 해박한 지식에 바탕을 둔 보편적인 관점과 함께 이 책의 최대 공헌일 것이다.